# Гремечка
Гремечка — река в России, протекает в Советском районе Кировской области. Устье реки находится в 13 км по правому берегу реки Немды. Длина реки составляет 24 км.
Река начинается у нежилой деревни Шалаховцы в 3 км к юго-востоку от села Мокино и в 25 км к юго-востоку от города Советск. Река течёт на северо-запад, протекает село Мокино, впадает в Немду у деревни Гремеча.

## Данные водного реестра
По данным государственного водного реестра России относится к Камскому бассейновому округу, водохозяйственный участок реки — Вятка от города Котельнич до водомерного поста посёлка городского типа Аркуль, речной подбассейн реки — Вятка. Речной бассейн реки — Кама.
Код объекта в государственном водном реестре — 10010300412111100037556.